# Ambrogio Robiati
Ambrogio Robiati (... – 1861) è stato un ingegnere, educatore e naturalista italiano.

## Biografia
Ha insegnato matematica, meccanica e fisica presso la Scuola Reale Superiore di Milano. Dal 1848, come ha illustrato il ministro Gioacchino Napoleone Pepoli nella sua annuale Relazione sulle scuole ed istituti tecnici del Regno d'Italia, ha aperto, sempre in Milano, l'omonimo istituto privato di istruzione, in seguito recante la denominazione di «Istituto ginnasiale, liceale, farmaceutico e commerciale-industriale», che disponeva di un laboratorio di chimica e alcuni gabinetti per lo studio, teorico e applicato, della geometria, della meccanica, della fisica, dell'agraria e della storia naturale.
Nel suo istituto, già dal 1850, aveva attivato una libera docenza di geologia, affidandola prima a Giuseppe Balsamo Crivelli, poi a Giovanni Omboni. Proprio per l'interesse e per l'accrescimento della disciplina geologica, e dietro insistenza di Wilhelm Haidinger, nel 1855 Robiati si è fatto promotore della fondazione della Società geologica residente in Milano, che di li a breve avrebbe assunto la denominazione di Società Italiana di Scienze Naturali, di cui è stato nominato «presidente onorario perpetuo».
Ha dato alle stampe alcune opere, uscite in particolare nel periodo dal 1845 al 1849. Fra queste, un Trattato di geometria descrittiva in due volumi, un Atlante elementare di botanica, ossia iconografia ed organografia di 50 piante tratte dalle principali famiglia e delle Lezioni di trigonometria piana esposte in proposizioni. Ha inoltre curato la prima versione della Fisica popolare, ossia Primi elementi di fisica e meteorologia ad uso della gioventù di Claude Pouillet (di cui sono uscite tre edizioni dal 1851 al 1854).